# كارلوس راميريز
كارلوس راميريز (بالإسبانية: Carlos Ramírez)‏ (6 نوفمبر 1976 بمدينة مكسيكو في المكسيك - ) هو لاعب كرة قدم مكسيكي في مركز الهجوم. لعب مع أتلانتي إف سي وتايجرز أونال وأتلاتيكو إيرابواتو وAlacranes de Durango ‏ و.

## وصلات خارجية
- كارلوس راميريز على موقع قاعدة بيانات كرة القدم.إي يو (الإنجليزية)